# Ibalia leucospoides leucospoides
Ibalia leucospoides leucospoides é uma subespécie de insetos himenópteros, mais especificamente de vespas pertencente à família Ibaliidae.
A autoridade científica da subespécie é Hochenwarth, tendo sido descrita no ano de 1785.
Trata-se de uma subespécie presente no território português.